# St. Jakobus (Lauda)

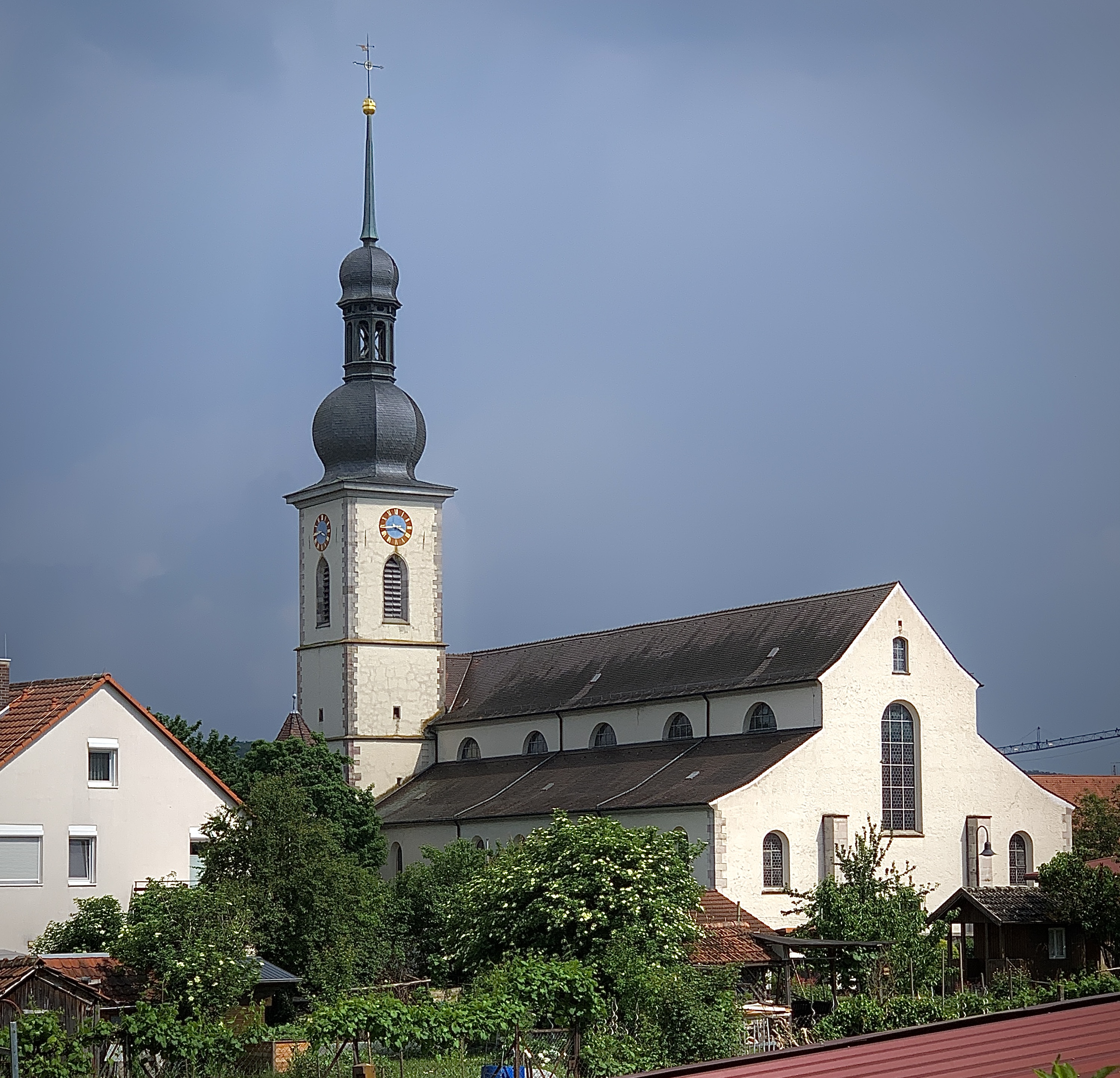
Kirche St. Jakobus

Die römisch-katholische Kirche St. Jakobus in Lauda wurde von 1322 bis 1333 unter dem Würzburger Fürstbischof Wolfram von Grumbach im gotischen Stil erstmals errichtet. Neubauten erfolgten im 17. und 18. Jahrhundert.

## Geschichte
Von 1322 bis 1333 wurde die erste Kirche vom Würzburger Fürstbischof Wolfram von Grumbach im gotischen Stil erbaut.
Seit 1400 gehörte das Patronatsrecht der Universität Heidelberg und St. Jakobus unterstand zusammen mit St. Peter zu Heidelberg sowie der Pfarrkirche St. Laurentius in Altdorf bei Nürnberg unmittelbar dem Papst. Diese Pfarreien zu verwalten übertrug der Heilige Stuhl dem Neustadter Stiftsdekan Heilmann von Wattenheim († 1411), der quasi damit in den Rang eines päpstlichen Archidiakons aufstieg. Er übte die ihm zustehenden, päpstlichen Vollmachten in zahlreichen Fällen nachdrücklich aus. Seine Grabplatte ist in der Stiftskirche Neustadt an der Weinstraße erhalten.
Im Jahre 1608 wurde das Gotteshaus durch Fürstbischof Julius Echter von Mespelbrunn mit Ausnahme des alten Chors vollständig abgerissen und wieder neu aufgebaut. Die neue Kirche wurde als Basilika mit einem Haupt- und zwei Seitenschiffen errichtet. Die beiden einzigen Überreste der Vorgängerkirche sind ein kleines gotisches Fenster und ein Wasserspeier auf der Ostseite.
Des Weiteren befindet sich dort die Ölberggruppe links mit den Wappen des Fürstbischofs Lorenz von Bibra und rechts dem des Grafen von Rieneck. Die spätgotischen Sandsteinfiguren wurden um 1510 geschaffen.
Die neuerrichtete Kirche wurde in Form einer Basilika mit einem Haupt- und zwei Seitenschiffen errichtet. Am 28. Dezember 1694 ist die Kirche bis auf ihre Grundmauern niedergebrannt. Der Wiederaufbau dauerte drei Jahre, bis 1709 der Würzburger Weihbischof Johann Bernhard Meyer sie weihen konnte.
Kurz vor Ende des Zweiten Weltkriegs wurde der Turm am 1. April 1945 (Ostersonntag) in Brand geschossen, sodass er anschließend in das Langhaus fiel. Bis zum Herbst des gleichen Jahres wurde die Kirche wieder repariert, sodass sie wieder für Gottesdienste genutzt werden konnte.
Zwischen 1953 und 1955 wurde die Kirche um zwei Mittelschiffsachsen in westlicher Richtung verlängert, des Weiteren bekam die Kirche ein neues Hauptportal durch Karl Baur aus München.
Im Jahr 1975 erhielt der Turm seine ursprüngliche Form, die „Welsche Haube“  wieder.
Nördlich der Kirche befindet sich ein alter Pulverturm mit dem Rest der alten Stadtmauer, welche an die Lourdes- und Franziskusgrotte angebaut ist und 1895 von Pfarrer Halbig eingeweiht wurde.

## Ausstattung

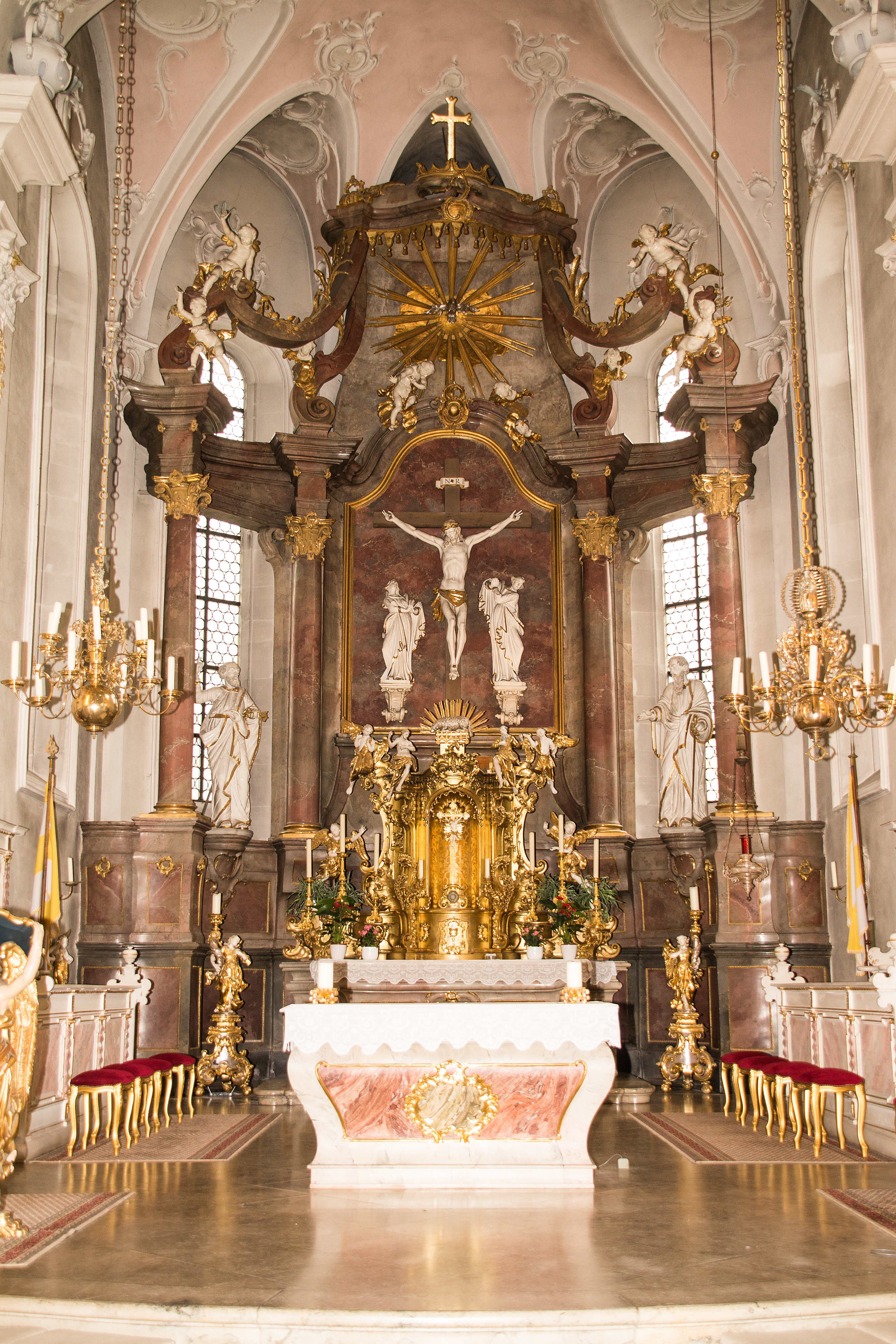
Hochaltar der St.-Jakobus-Kirche Lauda

Auf der südlichen Seite der Kirche befindet sich ein Renaissance-Portal mit dem Wappen des Erbauers Julius Echter. Des Weiteren befinden sich in der Kirche zahlreiche Figuren und Gemälde. Die Bronzekronleuchter, die sich im Chor der Kirche befinden, wurden von der Totenbruderschaft (1644) und der Rosenkranzbruderschaft (um 1700) gestiftet.

### Altäre
Die St.-Jakobus-Kirche besitzt drei Altäre, einen Hochaltar und zwei Seitenaltäre.

#### Hochaltar
Der Hochaltar wurde 1755 von Bildhauer Anton Herbith aus Karlstadt am Main im barocken Stil errichtet. Er besteht aus vier korinthischen Säulen und geschwungenen Bögen aus Stuckmarmor, welche einen gewölbten Baldachin tragen. Auf diesem sitzen insgesamt neun Engel. In der Mitte des Hochaltars befinden sich drei Figuren, zum einen der gekreuzigte Jesus und zum anderen Maria und Johannes, die den Tod Jesu Christi beklagen. Über diesen Kreuzigungsfiguren schwebt das Auge Gottes, das als goldenes Medaillon dargestellt wird. Der Heilige Geist ist in Form einer Taube direkt über dem Auge Gottes vertreten. Auf der linken und rechten Seite befinden sich die Apostel Petrus und Paulus mit ihren Attributen.
In den Hochaltar ist ein Rokokotabernakel integriert, welcher mit Muschel- und Korallenwerk geschmückt ist.

### Das Taufbecken
Das muschelförmige Taufbecken wird von einem Löwen getragen, der in seinen Pranken das Wappen des Würzburger Fürstbischofs Johann Gottfried von Guttenberg (1684–1698) mit einer Rose als Stammwappen Guttenbergs hält.

#### Linker Seitenaltar

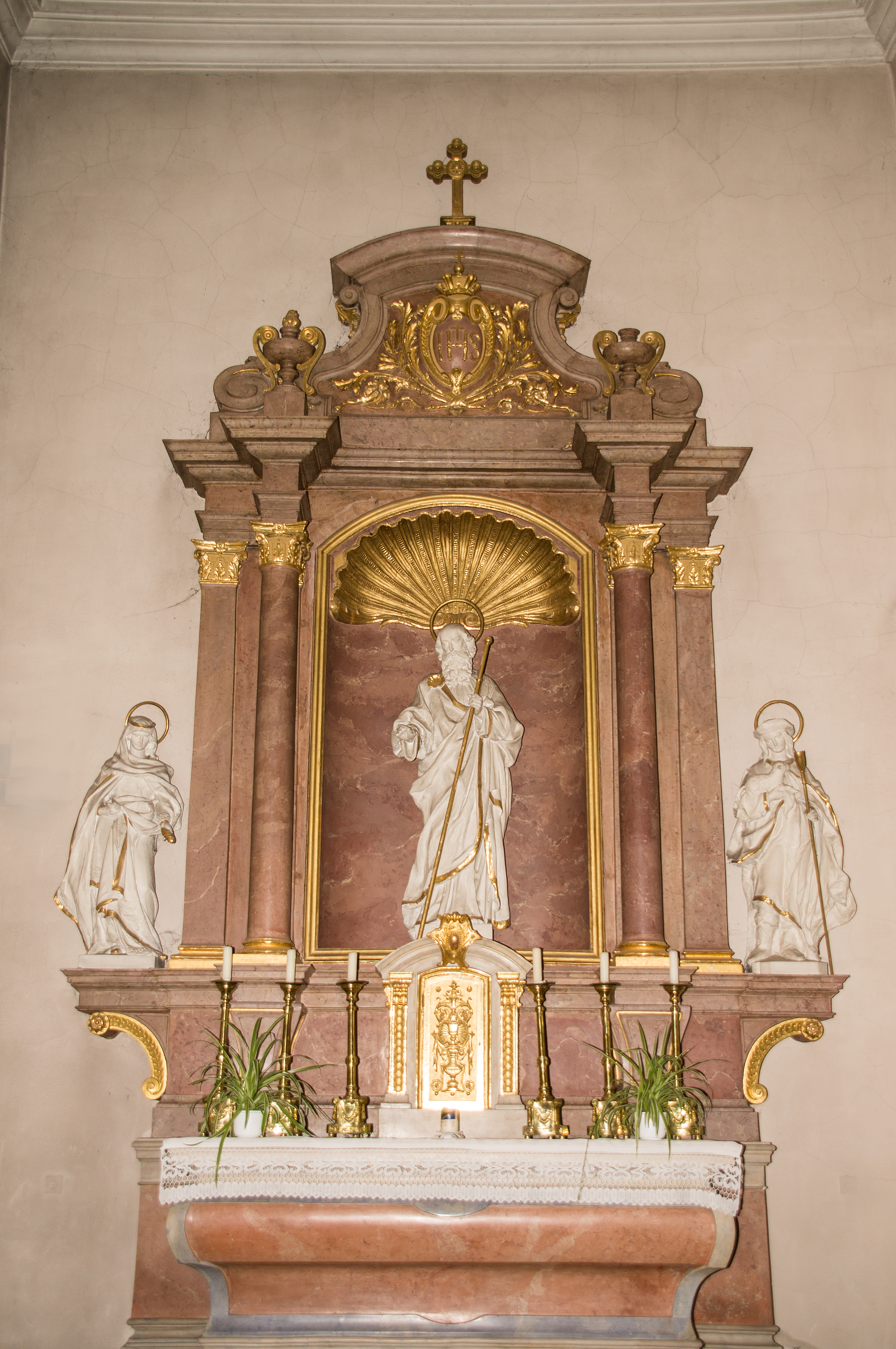
Linker Seitenaltar in der St.-Jakobus-Kirche Lauda

Der linke Seitenaltar ist ein bauchig geschwungener Stipes aus dem 18. Jahrhundert. Auf dem neubarocken Gesims ist eine Figurennische mit dem hl. Jakobus. Links und rechts sind die hl. Elisabeth und der hl. Wendelin.

#### Rechter Seitenaltar

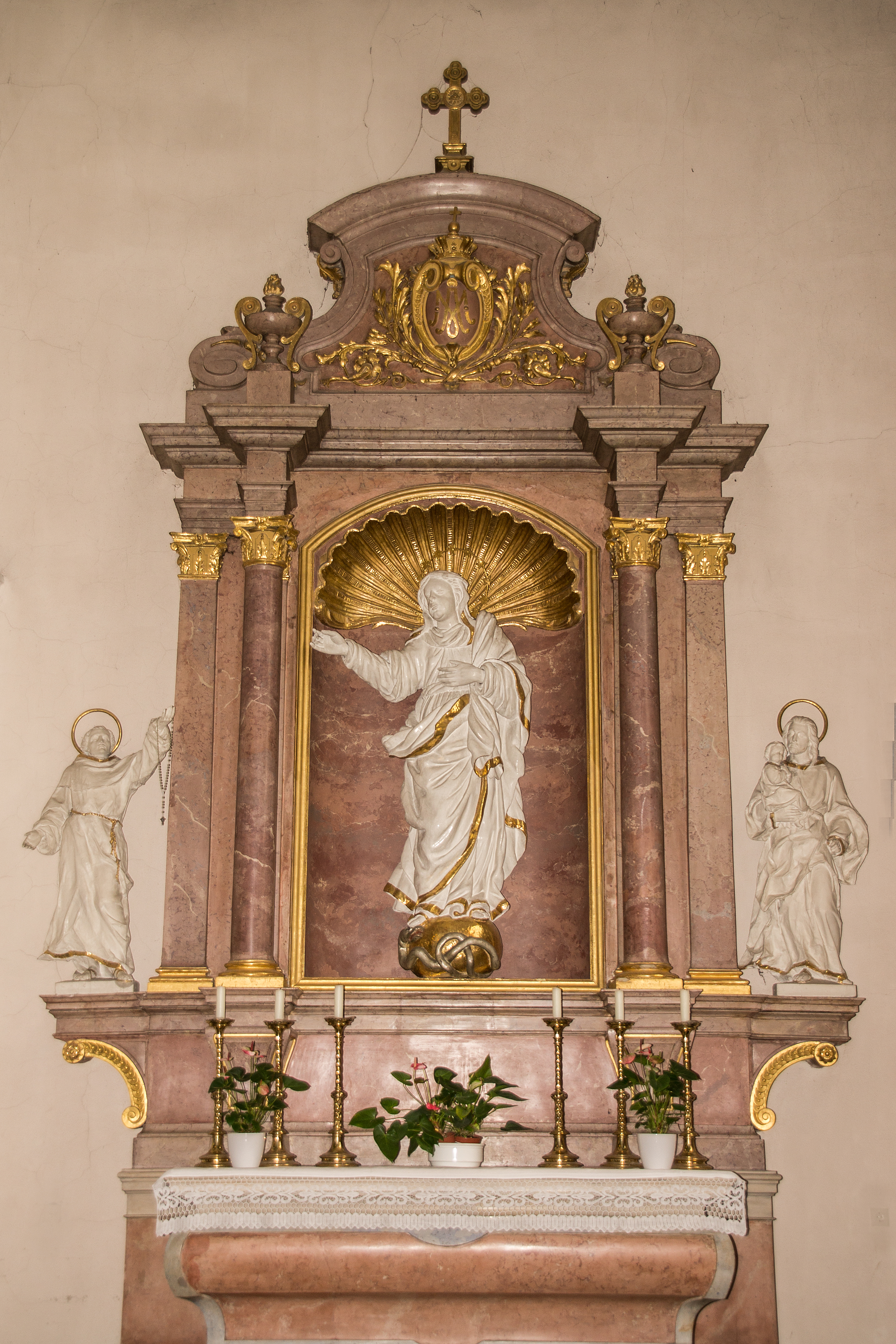
Rechter Seitenaltar in der St.-Jakobus-Kirche Lauda

Der rechte Seitenaltar ist wie der Linke ein bauchig geschwungener Stipes. Der Stuckmarmoraufbau wird von einem Marienbildnis, ohne jegliche weibliche Anzeichen geziert.

### Deckenstuck und Deckengemälde
An der Decke der Kirche befindet sich Stuck mit aufwendigen Rokokokartuschen, goldenen Rosenzweigen und  Vasen auf den Gesimsen. Diese wurden 1767 von Thomas Schaidthauf aus Raisting am Ammersee und dessen Vater Johann Peter Schaidthauf geschaffen. An dem Deckenstuck befindet sich eine Frauengestalt (Ecclesia), die die drei Kardinaltugenden Glaube, Hoffnung und Liebe durch Kreuz, Anker und Herz symbolisiert.
Ein großes ovales Deckengemälde befindet sich im Mittelpunkt der Kirche und stellt die Heilige Dreifaltigkeit bzw. den Gnadenstuhl dar. Ein Schutzengel-Bild, gemalt von Waldemar Kolmsperger dem Älteren im Jahr 1894, befindet sich an der Nordseite des Chores.
Bei der Restaurierung (1872–1877), die von Pfarrer Adam Halbig aus Tauberbischofsheim ausgeführt wurde, wurde die Kirche in neubarocker Ausführung umgestaltet.

### Statuen
In der St.-Jakobus-Kirche befinden sich acht Statuen.

#### Madonnen-Statue
Zusammen mit dem Jesuskind und einem Strahlenkranz befindet sich diese spätgotische Figur am ersten rechten Pfeiler der Kirche.

#### Schutzheiliger der Winzer
Dieser ist gemeinsam mit seinen Erkennungszeichen, dem Bischofsstab und dem Schwert, am zweiten Pfeiler platziert.

#### Lioba-Statue
Am dritten Pfeiler der Kirche befindet sich eine Statue der heiligen Lioba, die im Habit einer Benediktinerin dargestellt wird. Als Zeichen ihrer Missionstätigkeit führt sie ein Evangeliar bei sich mit. Das Gnadengefäß und der Krummstab sind Kennzeichen der Würde, die sie als Äbtissin im Tauberbischofsheimer Kloster erlangte.

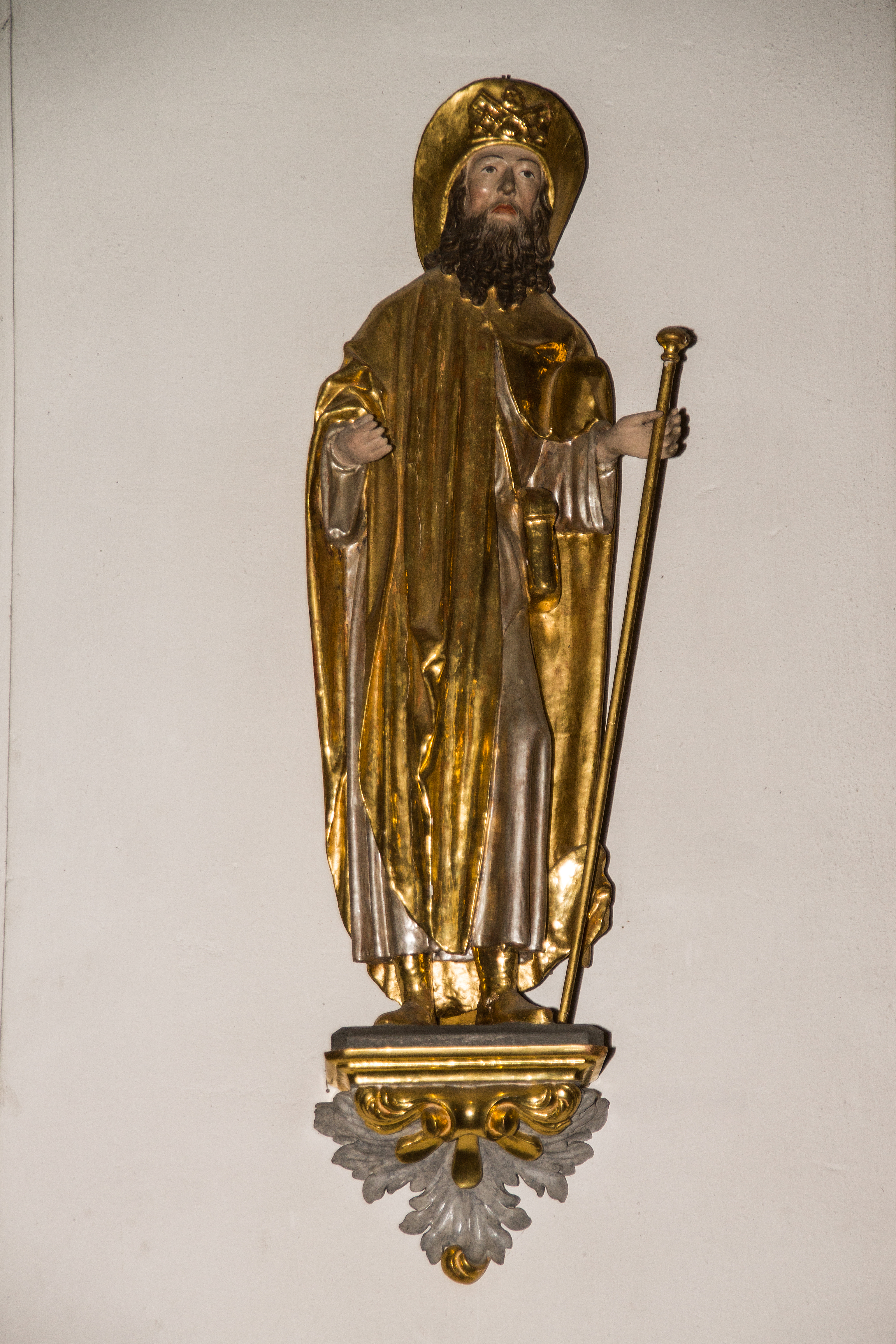
St. Jakobus der Ältere

#### Jakobus-der-Ältere-Statue
Auf dem zweiten linken Seitenpfeiler befindet sich eine Statue des Kirchenpatrons Jakobus mit einem Wanderstab und einer Tasche.

#### Hl.-Andreas-Statue
Die Apostelfigur des heiligen Andreas ziert den dritten linken Pfeiler der Kirche.

#### Herz-Jesu-Figur
Eine solche Figur befindet sich in der Kirche am südlichen Emporenpfeiler.

#### Franziskusfigur
Gegenüber der Herz-Jesu-Figur ist eine Franziskusfigur am nördlichen Emporenpfeiler angebracht.

#### Bernhard von Clairvaux
Eine Statue von Bernhard von Clairvaux befindet sich über dem Eingang der Sakristei, den man anhand des mitgeführten Bienenkorbs erkennt.

#### Tabernakel
Im Altar ist ein prunkvolles  Rokokotabernakel integriert, das mit Muschel- und Korallenwerk dekoriert ist. Dieses wurde laut Gotteshausrechnung im Jahr 1755 von Bildhauer Anton Herbith geschaffen.

### Kanzel

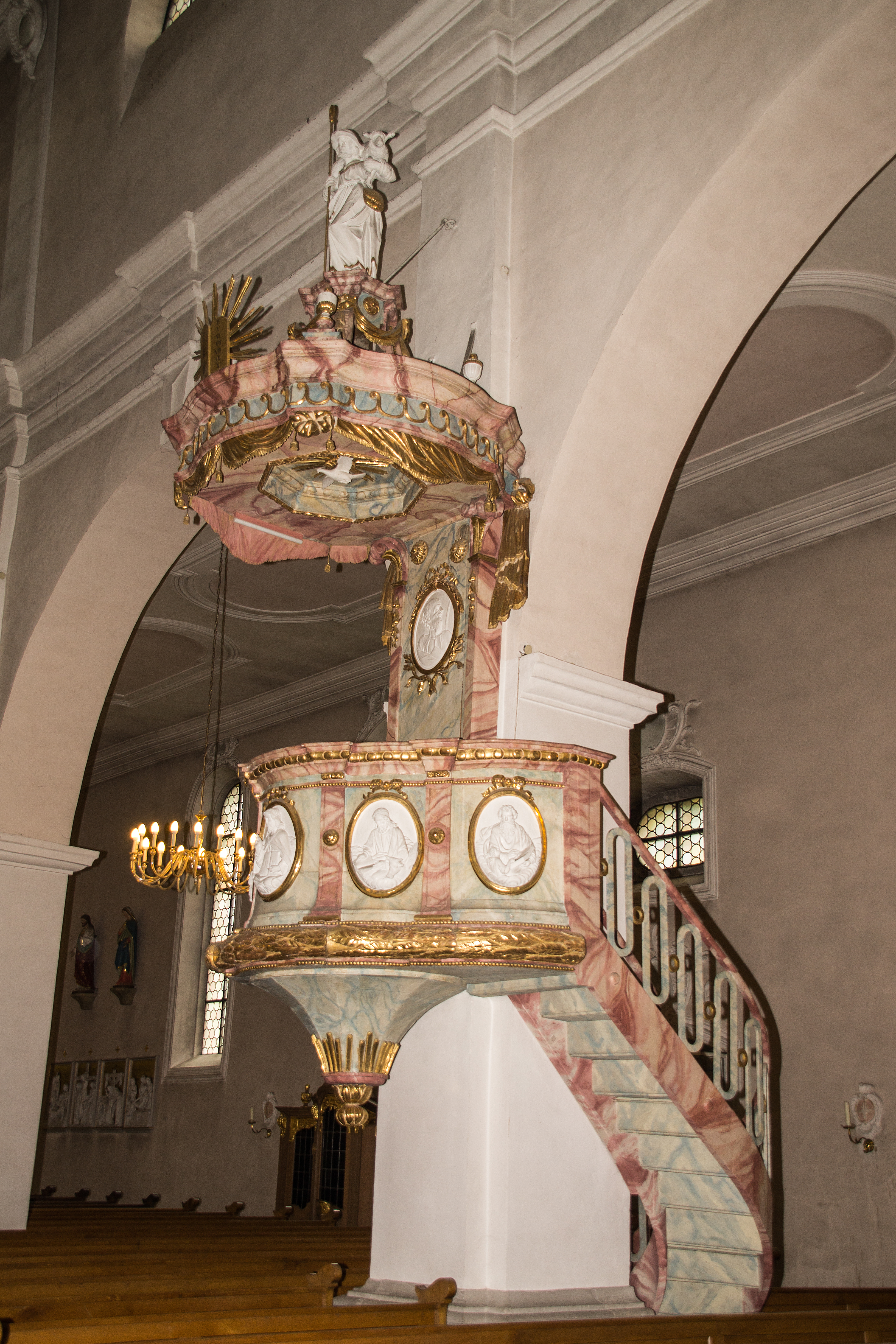
Kanzel der Jakobuskirche in Lauda

Auf die Kanzel führt vom Seitenschiff ein Treppenaufgang mit Holzgeländer. Der Kanzelkorpus wird von einem Lorbeerkranz, der von fünf Medaillons zusammengehalten wird, geschmückt. Außerdem sind aus Holz die vier Evangelisten und Christus als Lehrer geschnitzt und zieren die Kanzel. An der Decke der Kanzel befindet sich der Heilige Geist in Form einer Taube zwischen einem gerafften Vorhang. Auf der Kanzel ist als Aufsatzfigur der Gute Hirte mit Stab, Beutel und geschultertem Lamm.

### Glockenturm und Glocken
Seitlich an den Chorraum angefügt, verfügt die St.-Jakobus-Kirche über einen massiven Glockenturm mit Zwiebelhaube und aufsitzender Laterne. In einem Holzglockenstuhl hängen sechs Glocken. Zwei dieser Glocken sind im 17. Jahrhundert von Ioann Ignatius Kopp gegossen worden. Die restlichen vier Glocken wurden zwischen 1950 und 1960 von Friedrich Wilhelm Schilling gegossen. 1977 wurde noch ein „Zügenglöcklein“ aus der Heidelberger Glockengießerei für die offenen Laterne hinzugefügt.
| Glocke | Gussjahr | Gewicht | Durchmesser | Schlagton |
| ------ | -------- | ------- | ----------- | --------- |
| 1      | 1696     |         | 1335 mm     | dis′-1    |
| 2      | 1696     |         | 1095 mm     | fis′-1    |
| 3      | 1959     | 768 kg  | 1045 mm     | gis′-1    |
| 4      | 1952     | 379 kg  | 834 mm      | h′-2      |
| 5      | 1952     | 258 kg  | 734 mm      | cis″-1    |
| 6      | 1952     | 177 kg  | 650 mm      | dis″-2    |
| 7      | 1977     |         |             | h″±0      |

## Pfarrei St. Jakobus
3000 Katholiken gehören der Pfarrei St. Jakobus an, wodurch diese die größte Pfarrei der Seelsorgeeinheit Lauda-Königshofen ist, die dem Dekanat Tauberbischofsheim des Erzbistums Freiburg zugeordnet ist. Neben der St.-Jakobus-Kirche gehören die Marienkirche und die Kapelle zum Hl. Grab (früher Hl. Blut) ebenfalls zu dieser Pfarrei.
Neben den zahlreichen Seelsorgern gibt es in Lauda noch viele weitere engagierte Vereine, welche die Kirche unterstützen. Die Unterstützung reicht von Frauen-, Jugend- und Seniorenarbeit bis hin zu caritativen und spirituellen Helfern. Des Weiteren wird ein Akzent im liturgischen Leben der Pfarrei durch die Kirchenmusik gesetzt.
Außerdem gehören zwei Kindergärten (Kindergarten St. Marien und Kindergarten St. Josef) zu der Seelsorgeeinheit Lauda. Nach der Renovierung 1994 wurde die Pfarrscheune in Lauda zum zentralen Punkt im Kirchenleben der Seelsorgeeinheit.

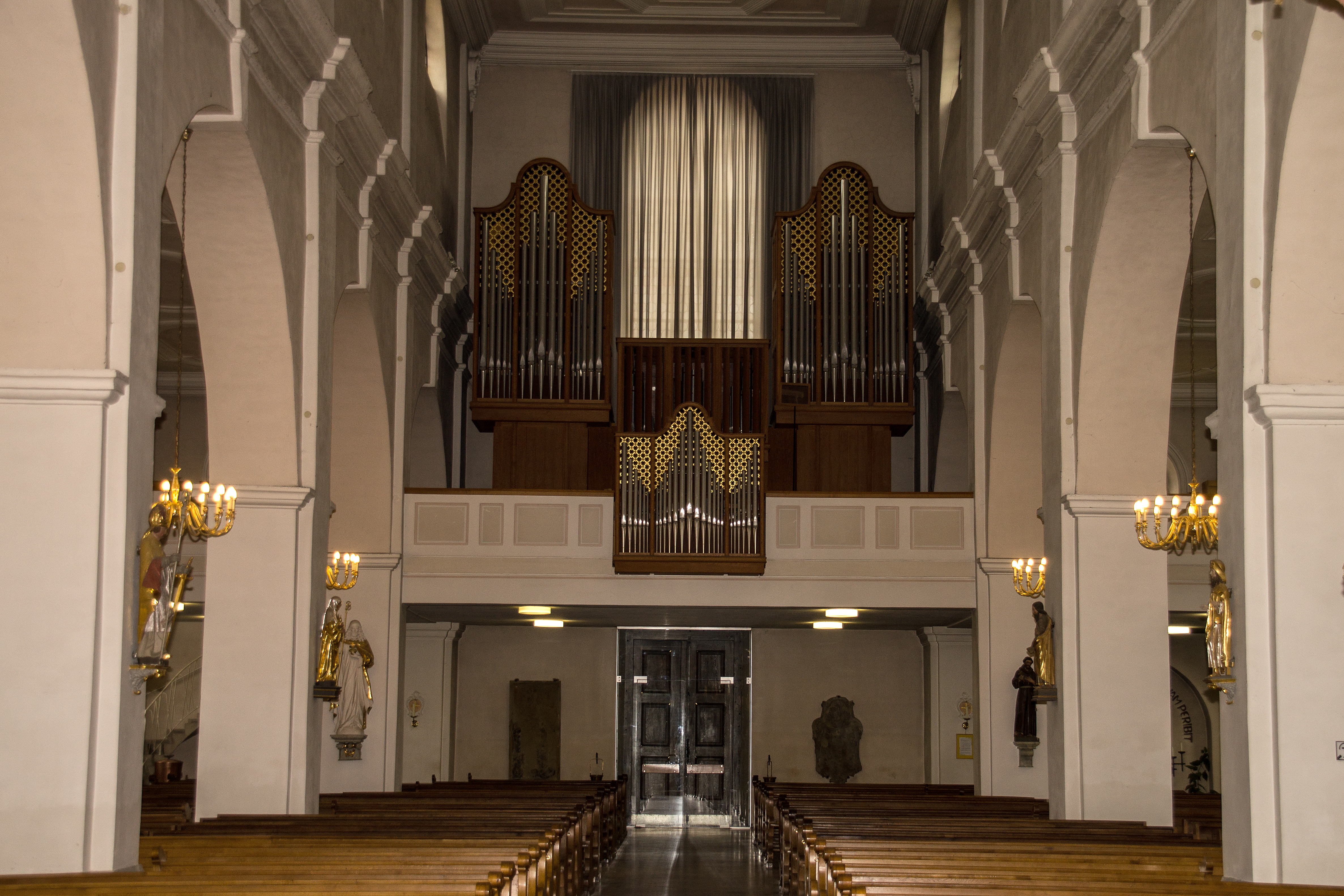
Innenraum, Blick zur Empore
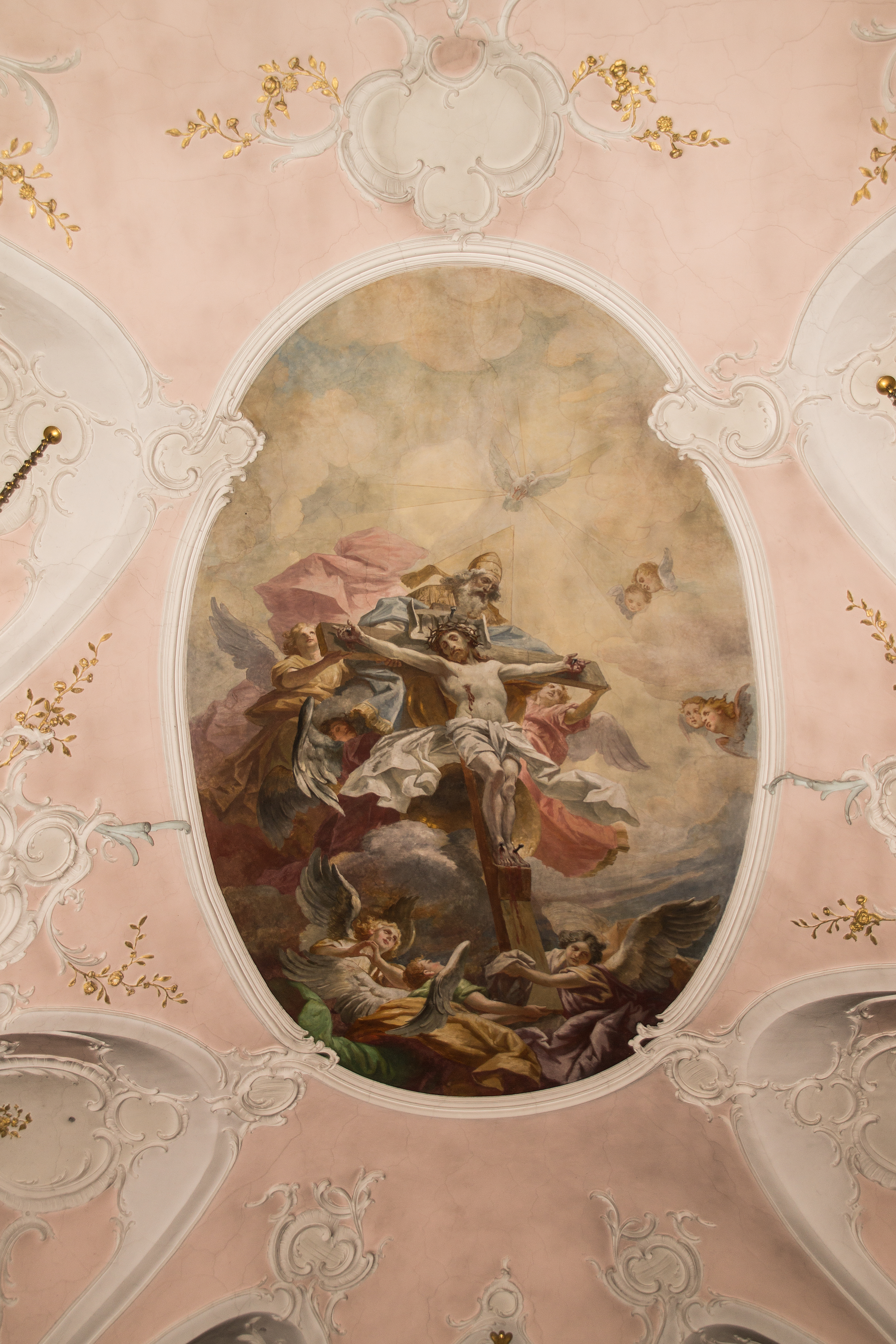
Deckengemälde
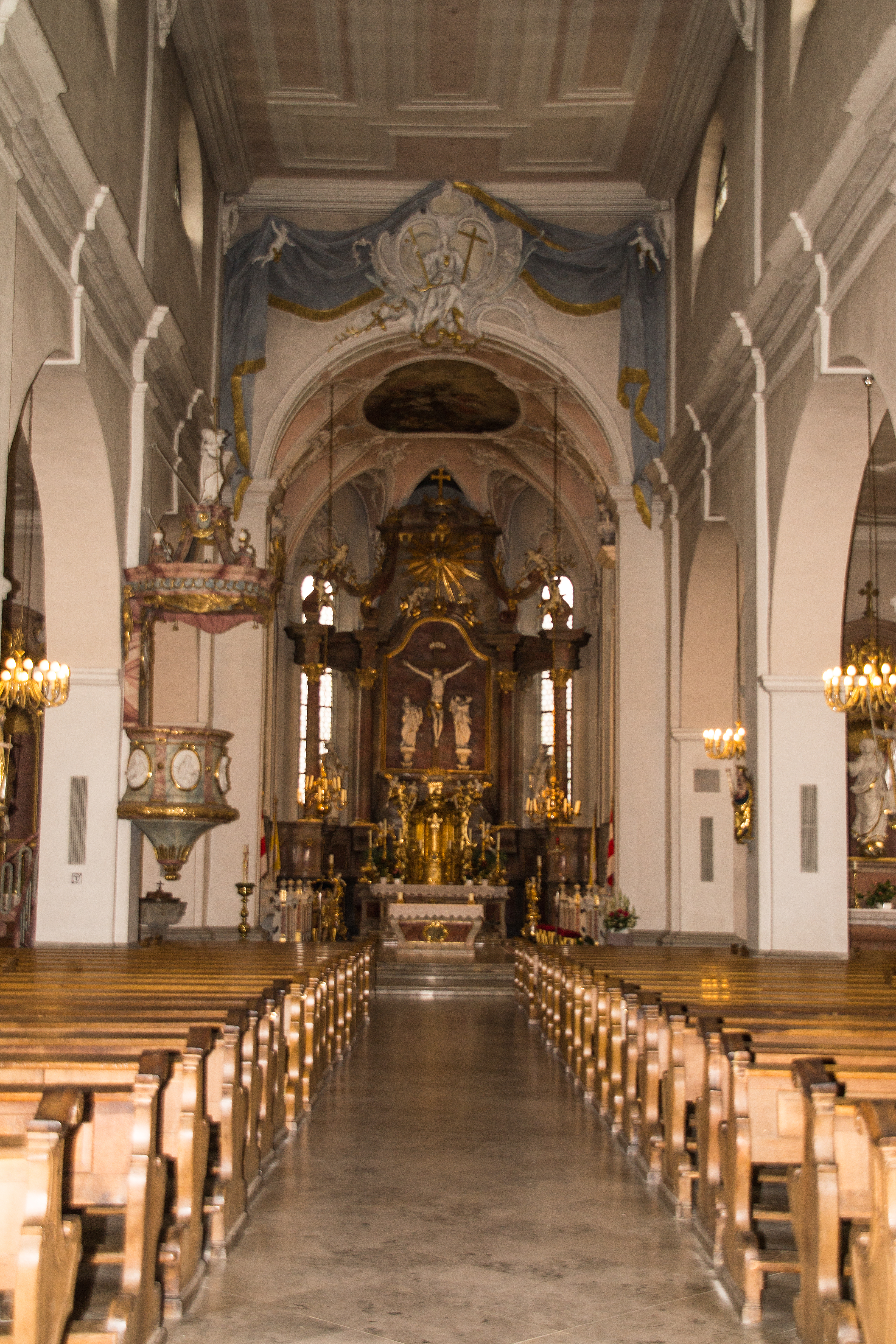
Blick auf den Hochaltar
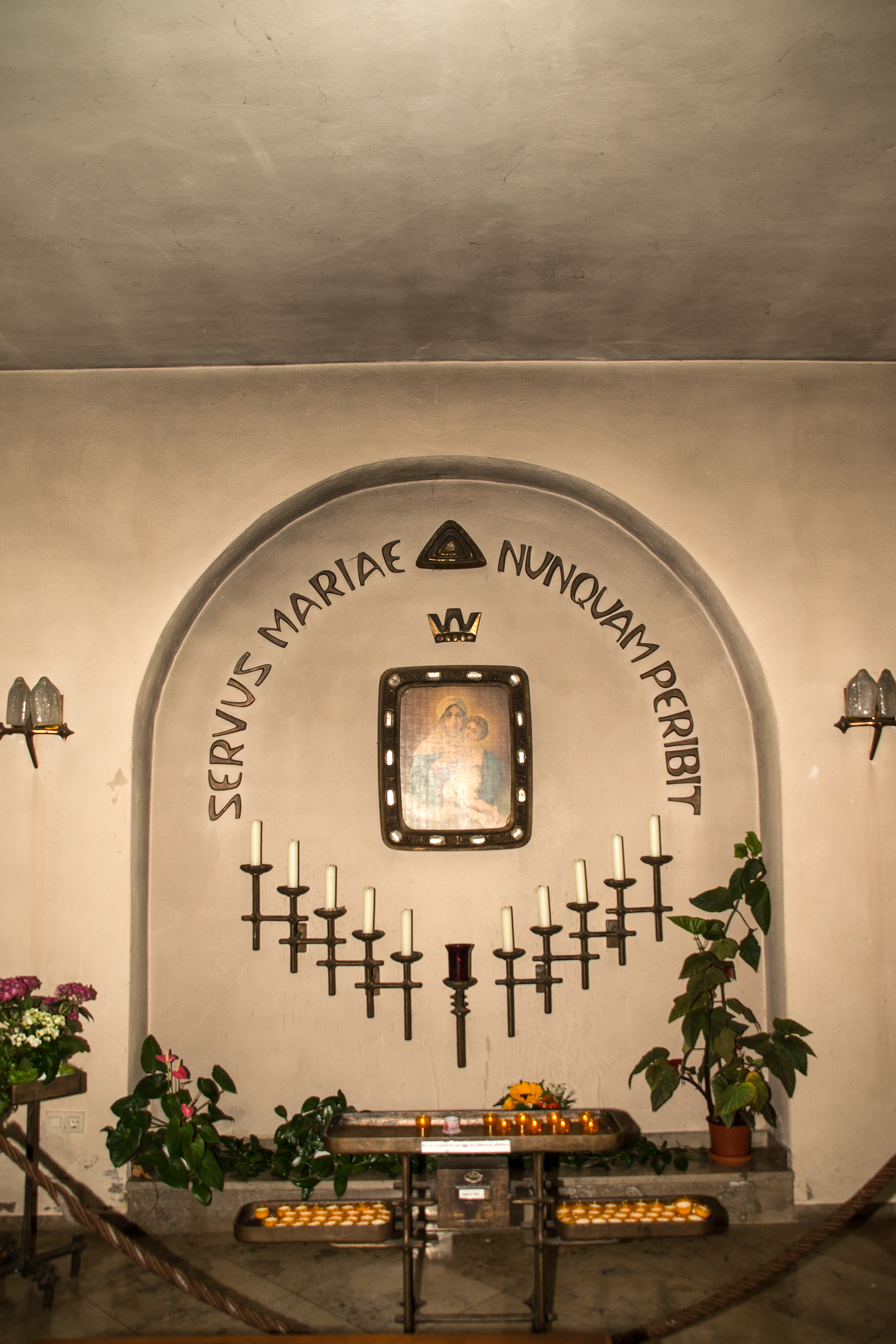
Gedenkecke
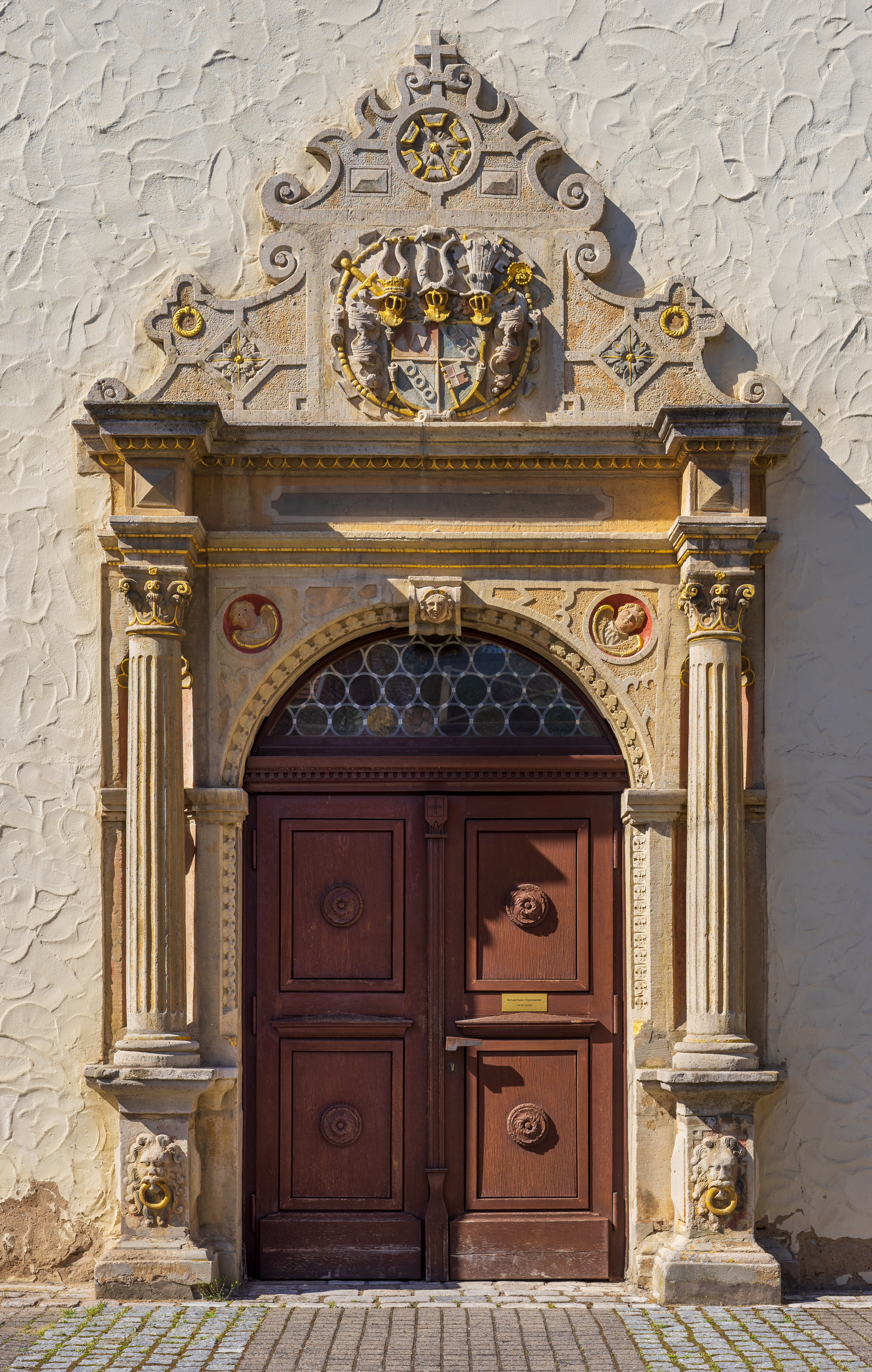
Renaissance-Portal
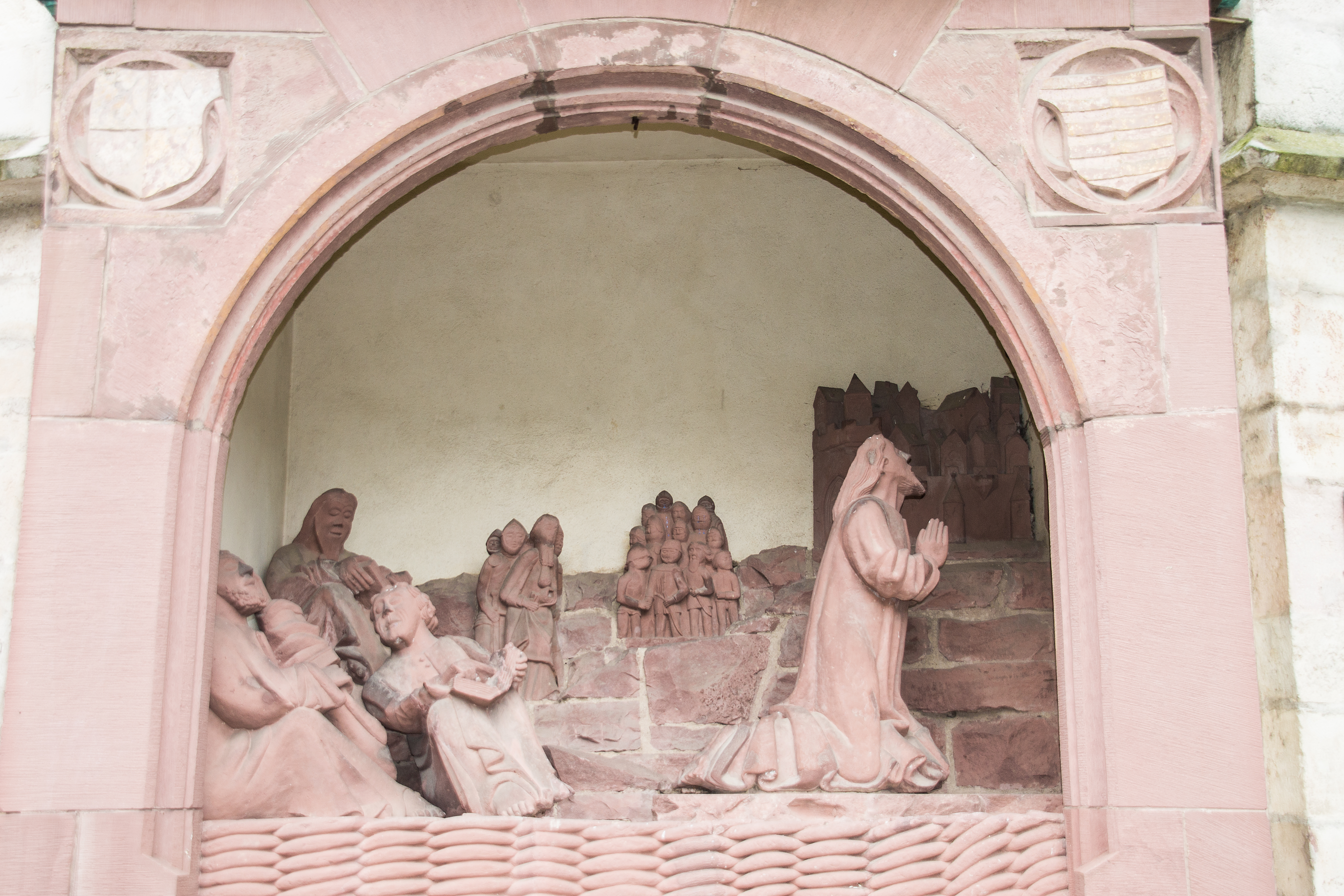
Ölberg